# Consulta sobre la independència de Catalunya
|  | «9N» redirigeix aquí. Vegeu-ne altres significats a «9 de novembre». |

| Vol que Catalunya esdevingui un Estat? | Vol que Catalunya esdevingui un Estat? | Vol que Catalunya esdevingui un Estat? | Vol que Catalunya esdevingui un Estat? | Vol que Catalunya esdevingui un Estat? |
| -------------------------------------- | -------------------------------------- | -------------------------------------- | -------------------------------------- | -------------------------------------- |
| 9 novembre 2014                        |                                        |                                        | percentatge                            |                                        |
| Sí                                     | Sí                                     |                                        | 91.90%                                 | 91.90%                                 |
| No                                     | No                                     |                                        | 4.49%                                  | 4.49%                                  |
| En blanc                               | En blanc                               |                                        | 0.56%                                  | 0.56%                                  |
| Altres                                 | Altres                                 |                                        | 3.05%                                  | 3.05%                                  |
| Només comptant el primer apartat.      |                                        |                                        |                                        |                                        |

| Vol que aquest Estat sigui independent? | Vol que aquest Estat sigui independent? | Vol que aquest Estat sigui independent? | Vol que aquest Estat sigui independent? | Vol que aquest Estat sigui independent? |
| --------------------------------------- | --------------------------------------- | --------------------------------------- | --------------------------------------- | --------------------------------------- |
| 9 novembre 2014                         |                                         |                                         | percentatge                             |                                         |
| Sí                                      | Sí                                      |                                         | 88.05%                                  | 88.05%                                  |
| No                                      | No                                      |                                         | 10.90%                                  | 10.90%                                  |
| En blanc                                | En blanc                                |                                         | 1.05%                                   | 1.05%                                   |
| Només comptant el segon apartat.        |                                         |                                         |                                         |                                         |

La consulta sobre el futur polític de Catalunya fou una consulta sobre la independència de Catalunya, motiu pel qual també és anomenada consulta sobre la independència de Catalunya, que se celebrà el 9 de novembre de 2014.
La consulta, inclosa en el marc d'un procés de participació ciutadana organitzat per la Generalitat de Catalunya, està formada per una pregunta amb dos apartats: «Vol que Catalunya esdevingui un Estat?» i «En cas afirmatiu, vol que aquest Estat sigui independent?».

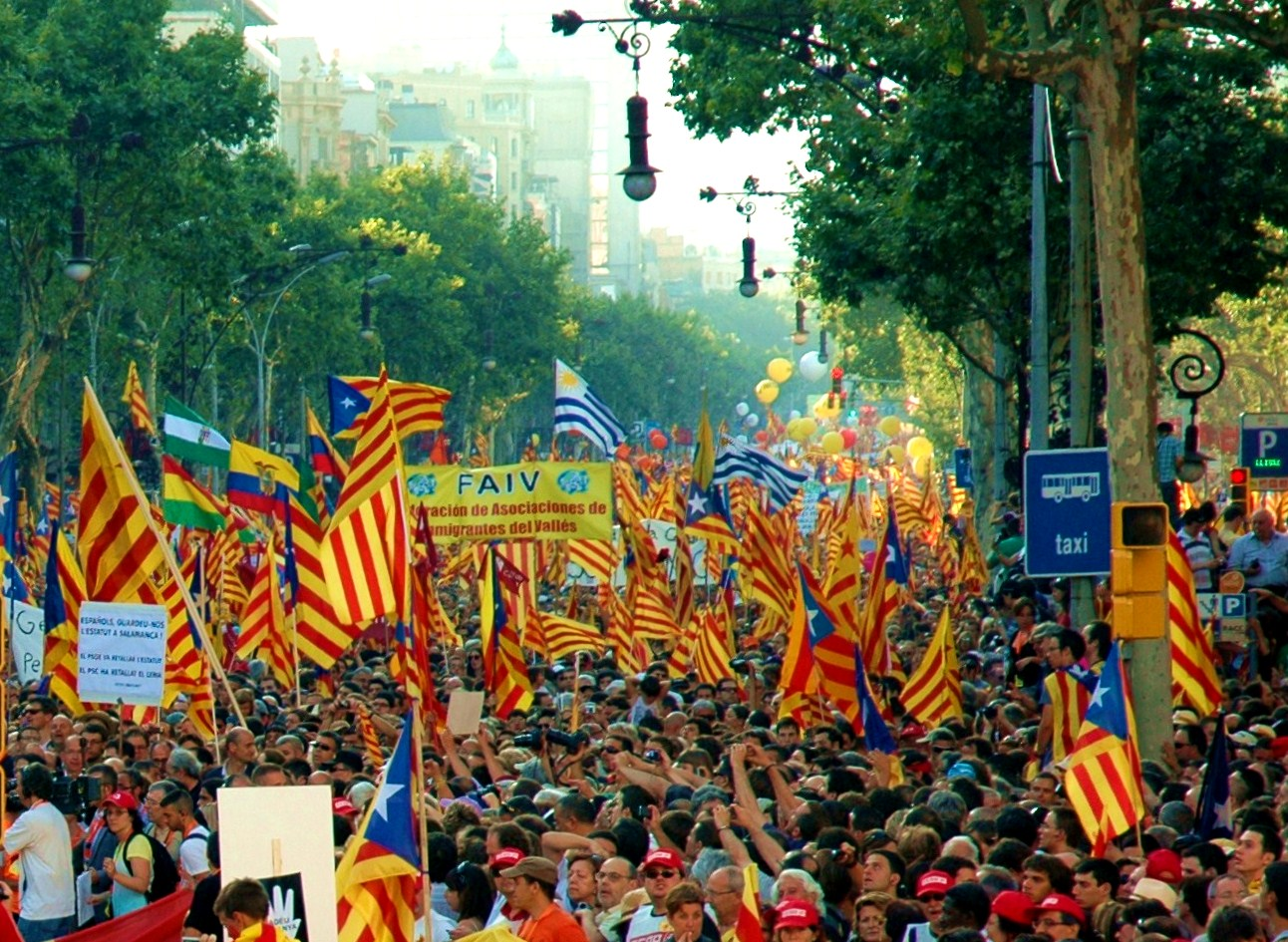
Manifestants al Passeig de Gràcia.

L'anunci de la convocatòria d'aquesta consulta la dugué a terme el president Artur Mas, el 14 d'octubre de 2014 des de la galeria gòtica del Palau de la Generalitat de Catalunya, com a resultat del bloqueig realitzat per part del Govern d'Espanya. Aquest bloqueig es basà, en primer lloc, en la negativa del Govern d'Espanya a acceptar un referèndum sobre la independència sobre Catalunya, i en segon lloc, en la suspensió cautelar de la llei de consultes populars no referendàries i d'altres formes de participació ciutadana i del decret de convocatòria de la consulta popular no referendària sobre el futur polític de Catalunya per part del Tribunal Constitucional d'Espanya, després d'admetre a tràmit dos recursos del Govern d'Espanya.
La convocatòria d'una consulta era el principal acord del «Pacte per la Llibertat», pacte d'investidura signat el desembre del 2012 després de les eleccions al Parlament de Catalunya.
La data i pregunta de la consulta van ésser anunciades pel President de la Generalitat de Catalunya Artur Mas el 12 de desembre de 2013 amb el suport dels grups parlamentaris de Convergència i Unió, Esquerra Republicana de Catalunya, Iniciativa per Catalunya Verds - Esquerra Unida i Alternativa i la Candidatura d'Unitat Popular, que sumaven 87 dels 135 diputats del Parlament de Catalunya.
La consulta comptà amb el suport de la major part de les institucions locals atès que 920 ajuntaments, 36 consells comarcals, el Consell General d'Aran i 4 diputacions aprovaren mocions a favor de la convocatòria de la consulta.

## Antecedents

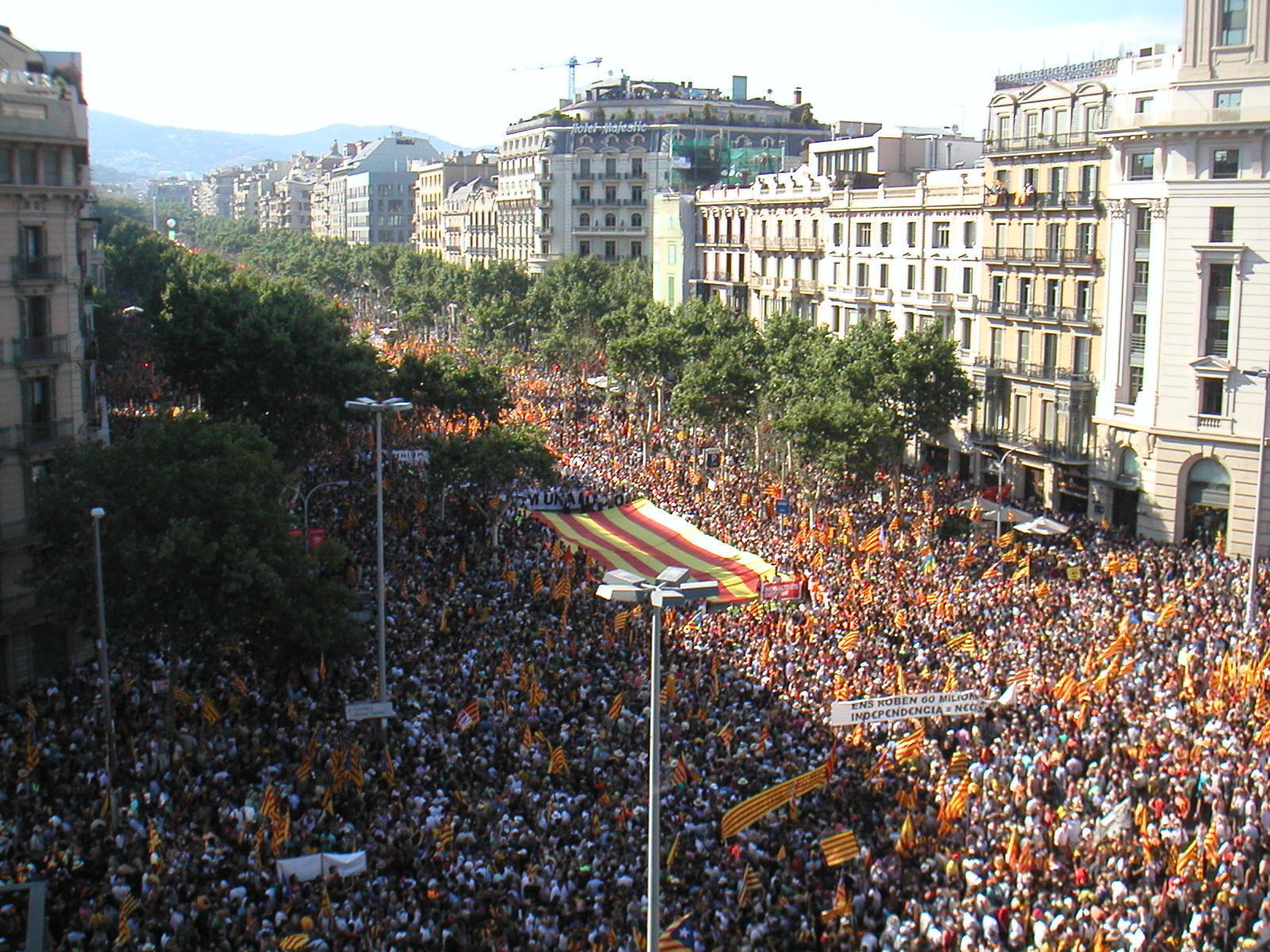
La capçalera a la confluència de Passeig de Gràcia i carrer d'Aragó. La multitud de manifestants que ocupaven el pas per davant de la capçalera va fer que aquesta s'hagués de dissoldre uns metres més avall.

El procés independentista català és el conjunt d'esdeveniments i transformacions envers el dret d'autodeterminació de Catalunya que han marcat el debat social i polític català com a mínim d'ençà del setembre de 2012 i fins avui.
L'origen d'aquest procés cal cercar-lo en l'augment del pes del moviment independentista català sobretot arran de la manifestació sobiranista de l'any 2010 que es realitzà com a resposta a la sentència del Tribunal Constitucional d'Espanya, en la qual aquest òrgan no judicial decidí retallar l'estatut que havia aprovat en referèndum el 2006 el poble català. Posteriorment, el procés ha estat propulsat a través de tres grans mobilitzacions independentistes que s'han succeït els anys 2012, 2013 i 2014, les tres fetes coincidint amb la Diada Nacional de Catalunya, les quals han posat la independència de Catalunya en el centre del debat social i polític, i a més, han fet canviar el mapa electoral.
El procés havia de desembocar en la celebració d'un referèndum d'independència d'aquest territori el 9 de novembre de 2014, que finalment no es pogué convocar per la no acceptació d'aquest per part del Congrés dels Diputats espanyol i que fou substituït per una consulta popular. Aquesta consulta fou impugnada pel Govern d'Espanya i suspesa pel Tribunal Constitucional espanyol, per la qual cosa el president de la Generalitat de Catalunya, Artur Mas, la va substituir per un procés participatiu que inclou una consulta amb la mateixa pregunta i que es durà a terme el mateix dia.

## Història

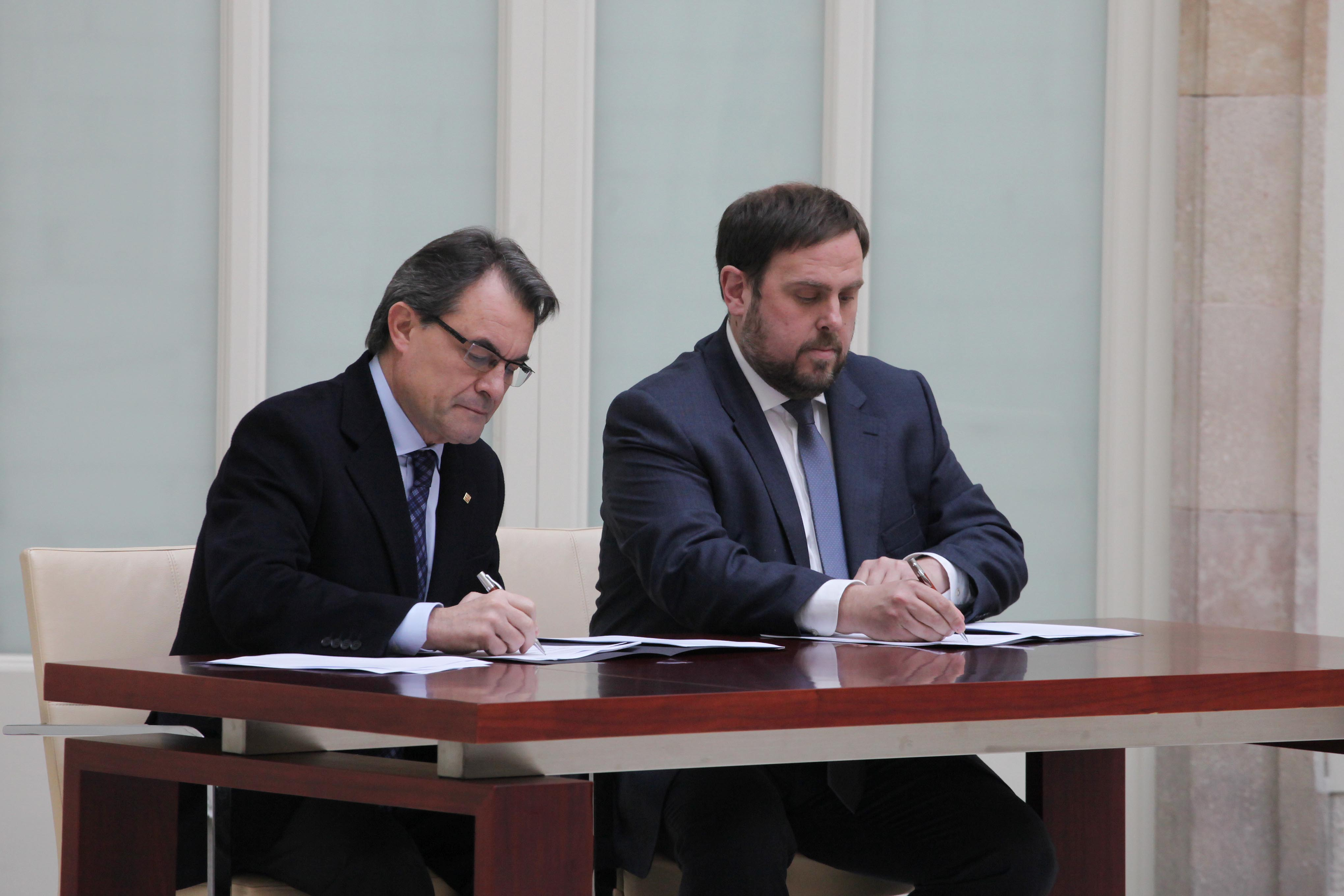
El president Artur Mas i el líder d'ERC Oriol Junqueras signen el 19 de desembre de 2012 un Acord per a la transició nacional (o Pacte per la Llibertat) pel qual es comprometen a convocar una consulta perquè el «poble de Catalunya» pugui decidir si vol constituir-se en un «nou Estat a Europa».

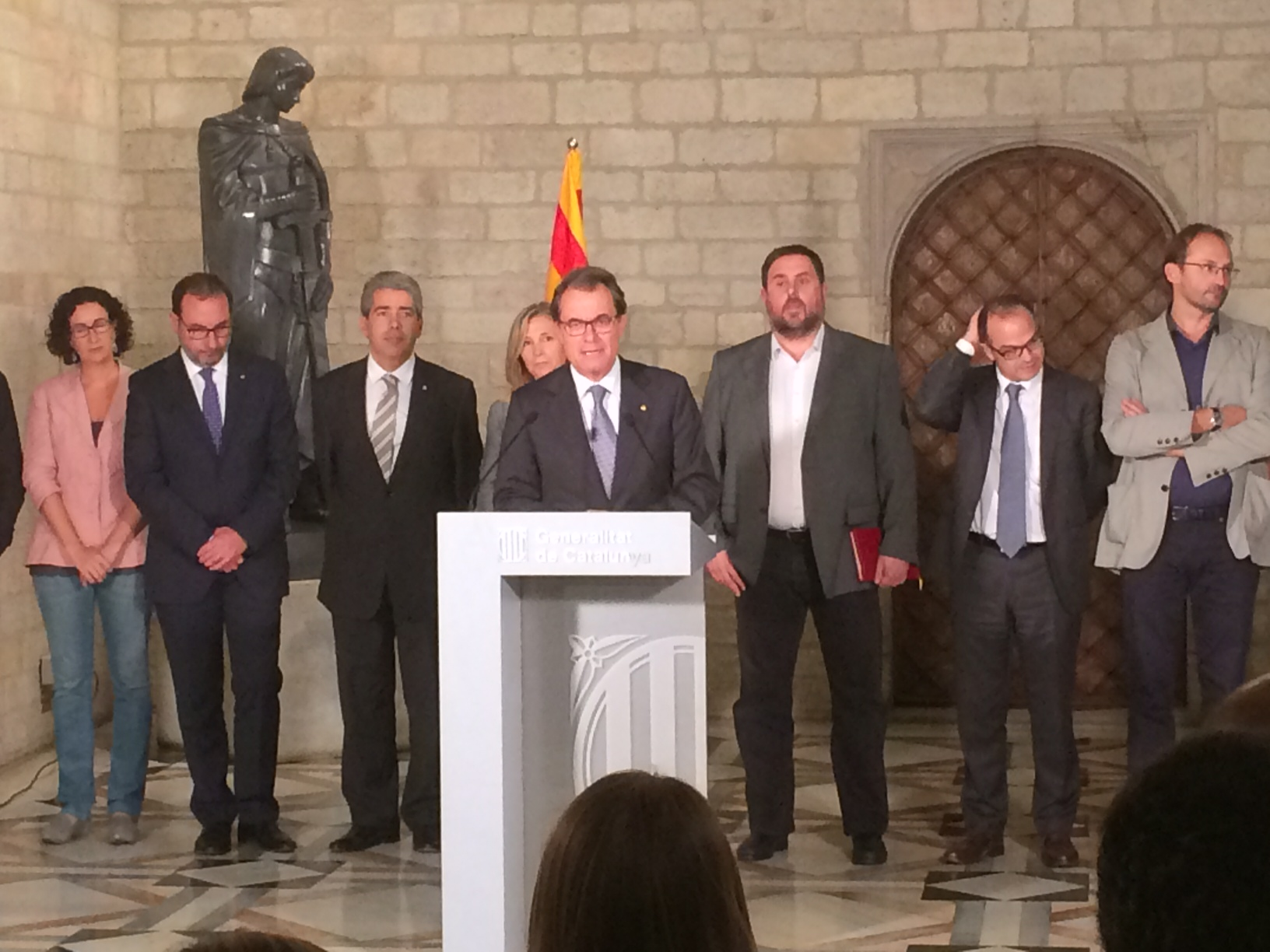
El president Artur Mas anuncia a l'octubre de 2014 la celebració d'un procés participatiu pel 9-N. Darrere apareixen Oriol Junqueras (centre), líder d'ERC, i Joan Herrera (dreta), líder d'ICV-EUiA.

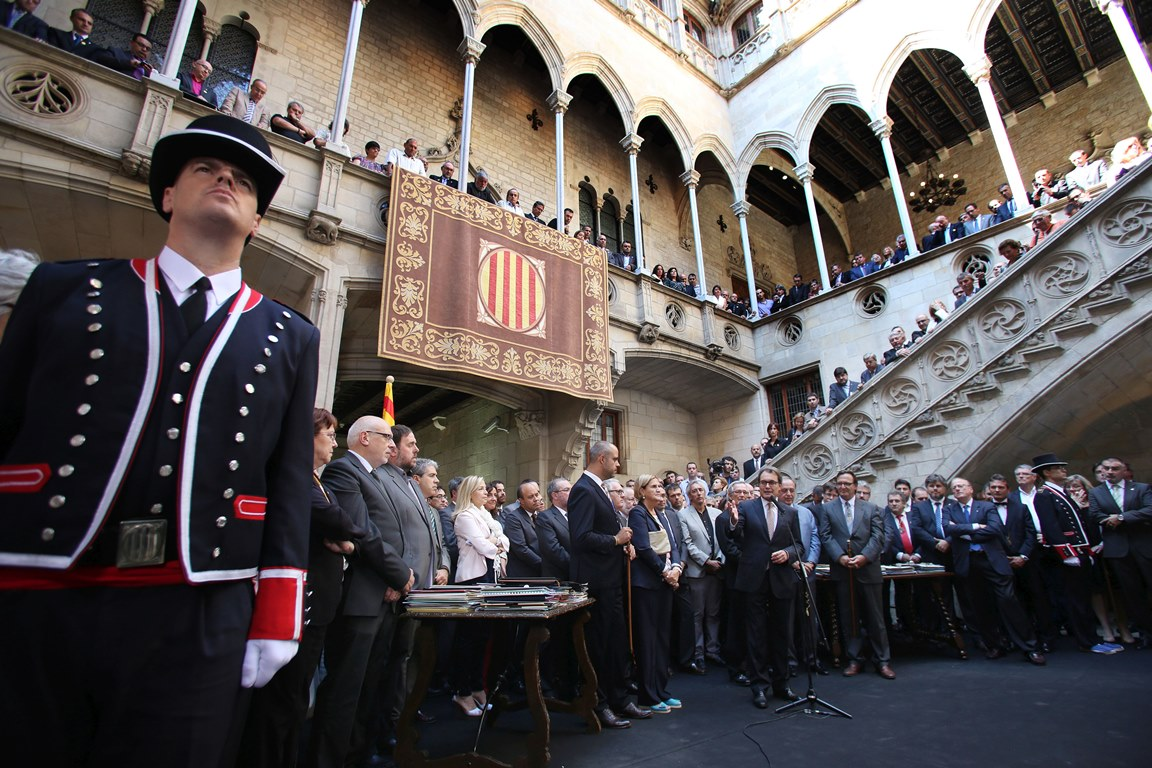
Reunió dels alcaldes de Catalunya el 4 d'octubre de 2014 en el Palau de la Generalitat amb el president Artur Mas per a donar suport a la consulta del 9-N suspesa cinc dies abans pel Tribunal Constitucional.

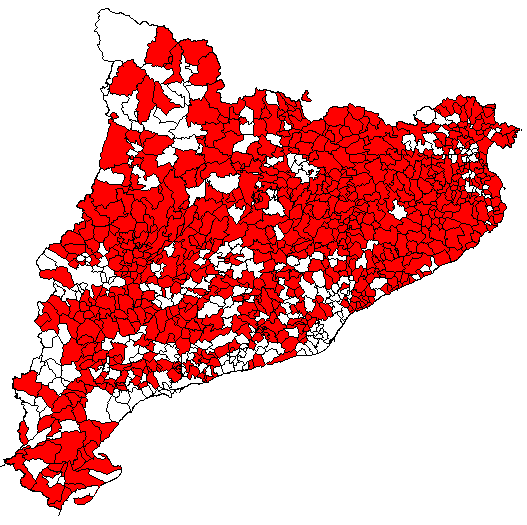
Municipis adherits a la plataforma Associació de Municipis per la Independència.

Resultats de les eleccions al Parlament de Catalunya.

### Anunci de la consulta (desembre de 2013)
La data i pregunta de la consulta van ésser anunciades pel President de la Generalitat de Catalunya Artur Mas el 12 de desembre de 2013 a les dues del migdia, en una compareixença al Palau de la Generalitat conjunta amb els líders dels partits que li donaven suport, Jordi Turull (CDC), Joana Ortega (UDC), Ramon Espadaler (UDC), Oriol Junqueras (ERC), Marta Rovira (ERC), Joan Herrera (ICV), Joan Mena (EUiA) i David Fernàndez (CUP). També es va decidir reclamar al Congrés dels Diputats d'Espanya el traspàs de la competència per convocar un «referèndum consultiu».
Mariano Rajoy, president del Govern d'Espanya, va respondre afirmant que «aquesta consulta no se celebrarà» perquè era «anticonstitucional». Alfredo Pérez Rubalcaba, secretari general del Partit Socialista Obrer Espanyol i cap de l'oposició, va assegurar que coincidia amb el president espanyol en la manera com ha d'actuar l'estat espanyol i va dir: «El referèndum que planteja Mas està portant Catalunya a un carreró sense sortida».

### Demanda al Congrés dels Diputats (gener - abril de 2014)
El dijous 16 de gener es va votar al Parlament de Catalunya una petició al Congrés dels Diputats d'Espanya perquè la Generalitat de Catalunya pugui celebrar el referèndum sobre la independència. La votació va quedar aprovada amb els vots a favor de CiU, ERC i ICV-EUiA, que sumen 84 diputats, així com els diputats del PSC Joan Ignasi Elena, Núria Ventura i Marina Geli, que fa un total de 87 vots a favor. La CUP, amb 3 diputats, es va abstenir tot i estar a favor de realitzar el referèndum, per considerar que no s'ha de demanar permís al Govern d'Espanya per realitzar-lo. Els vots en contra van ésser els del PPC, C's i la resta dels membres del PSC, que sumaven un total de 43. Fins a l'últim moment no estava gens clar el vot del PSC; tot i que el consell nacional del partit havia decidit votar en contra, 5 dels 20 diputats pensaven a trencar la disciplina de vot, com havien fet amb la declaració de sobirania, i es plantejaven votar a favor de la petició: a més a més dels tres que finalment ho van fer, Àngel Ros i Rocío Martínez-Sampere també ho havien plantejat. El consell nacional va amenaçar amb l'expulsió en cas que tornessin a trencar la disciplina de vot. Àngel Ros no va ocupar el seu lloc al Parlament de Catalunya durant la votació, perquè havia decidit renunciar al seu escó el dia anterior a la votació, per no acceptar votar-hi en contra. Rocío Martínez-Sampere va dir que va votar que no en contra del seu cor i va anunciar després que renunciava, com també va fer l'extraparlamentària Laia Bonet, a càrrec seu en l'executiva del partit.
El 8 d'abril de 2014 el Congrés dels Diputats del Regne d'Espanya votà sobre l'acceptació a tràmit d'una proposició de llei orgànica, aprovada pel Parlament de Catalunya, que demanava la delegació a la Generalitat de Catalunya «la competència per autoritzar, convocar i celebrar un referèndum consultiu perquè els catalans i les catalanes es pronunciïn sobre el futur polític col·lectiu de Catalunya», una competència prevista a l'article 150.2 de la Constitució espanyola. La proposició de la llei orgànica fou defensada per una delegació de diputats del Parlament de Catalunya formada per Jordi Turull, Marta Rovira i Joan Herrera. La proposició de llei no va ésser admesa a tràmit en ésser rebutjada amb 299 vots en contra (PP, PSOE, UPyD, UPN i Foro Asturias), 47 vots a favor (CiU, IU, ICV-EUiA, CHA, PNB, Amaiur, ERC, BNG, Nueva Canarias, Compromís i Geroa Bai) i 1 abstenció (Coalición Canaria).
Pocs minuts després de la votació, Artur Mas va comparèixer explicant que el «no del Congrés dels Diputats d'Espanya al traspàs de la competència per organitzar la consulta no podrà aturar la voluntat del poble de Catalunya» i que el procés seguirà segons el previst. Anna Simó (ERC) va anunciar després del no del Congrés dels Diputats del Regne d'Espanya que el full de ruta seguiria endavant amb el treball sobre la llei de consultes populars no referendàries i participació ciutadana, emparada per l'article 122 de l'Estatut d'Autonomia.

### Via Catalana (setembre de 2014)

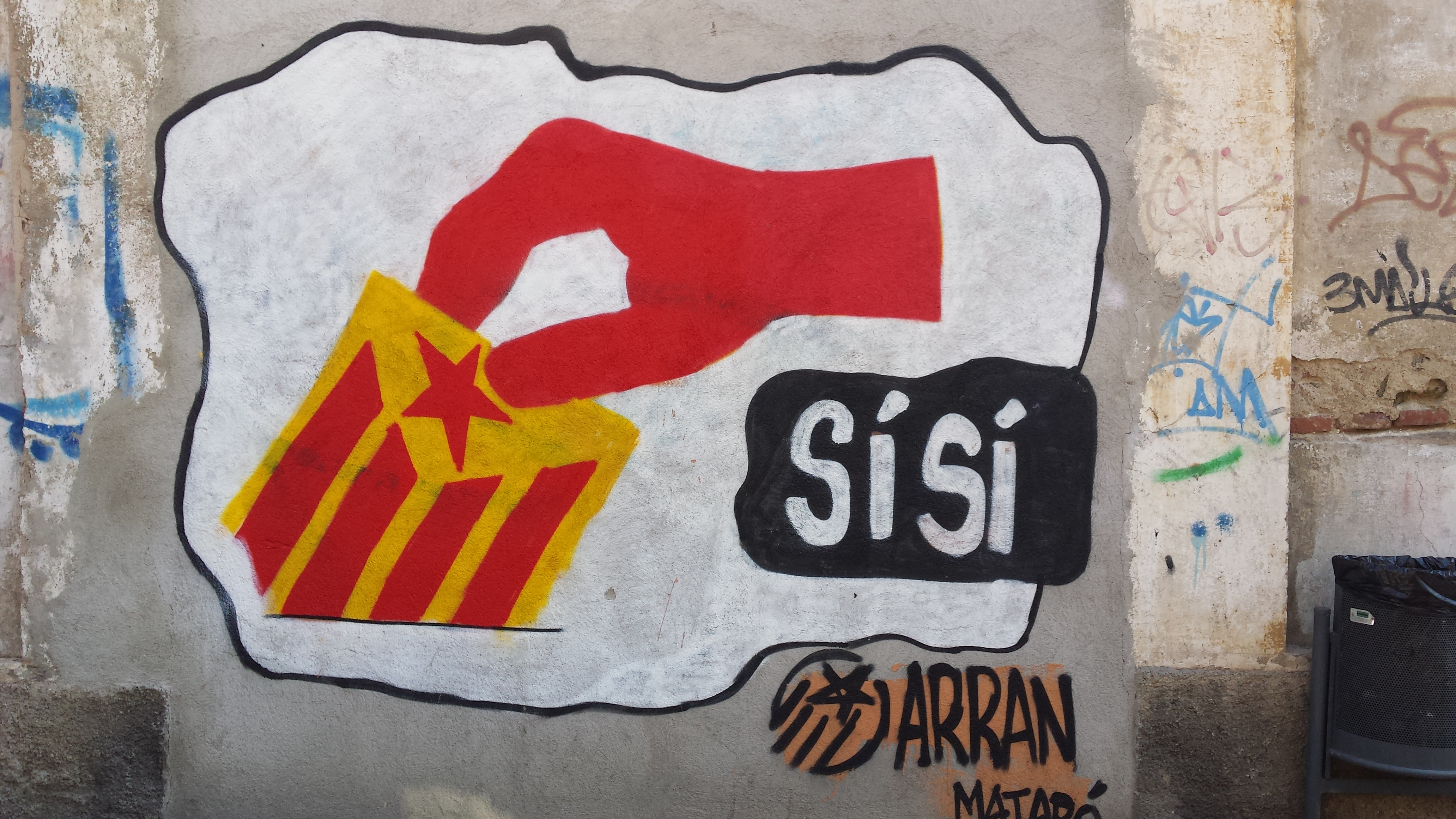
Grafit realitzat a Mataró per part de l'organització Arran a favor de la independència

Durant la Diada Nacional de Catalunya de 2014 l'Assemblea Nacional Catalana i Òmnium Cultural organitzaren una concentració a l'avinguda Diagonal i la Gran Via de les Corts Catalanes de Barcelona, formant una «V», per reivindicar la celebració de la consulta sobre la independència de Catalunya i la independència de Catalunya.

### Llei de consultes populars, decret de la consulta i procés de participació (setembre - octubre 2014)
La llei de consultes populars no referendàries i d'altres formes de participació ciutadana va ésser aprovada el 19 de setembre en el ple del Parlament de Catalunya amb els vots a favor de CiU, ERC, PSC, ICV-EUiA i CUP que sumen el 79% del Parlament de Catalunya i els vots en contra de PP i C's. El dia 27 de setembre, el president Mas signà el decret de convocatòria de la consulta.
Tanmateix, el 29 de setembre el Govern d'Espanya aprovà, en un consell extraordinari, i presentà els recursos d'inconstitucionalitat amb relació a alguns articles de la llei de consultes i contra el decret de convocatòria de la consulta. Els dictàmens d'aquests recursos foren elaborats i aprovats per unanimitat pel Consell d'Estat d'Espanya, òrgan presidit per José Manuel Romay Beccaría. El Tribunal Constitucional d'Espanya es reuní de forma extraordinària (per primera vegada en la història) el mateix 29 de setembre, després de la convocatòria feta pel seu president Francisco Pérez de los Cobos, i admeté a tràmit els recursos presentats pel Govern, cosa que implicava que tant els preceptes recorreguts de la llei com el decret quedessin automàticament suspesos de forma cautelar durant cinc mesos.
Davant d'aquest fet, i després de diverses reunions amb els partits que donaven suport a la consulta popular, el president Mas decidí, el 14 d'octubre, substituir aquesta consulta popular no referendària per un procés de participació ciutadana organitzat per la Generalitat de Catalunya, que incloïa una consulta amb la mateixa pregunta i que es duria a terme el mateix dia. La consulta va acabar sent suspesa el 4 de novembre pel Tribunal Constitucional a instàncies del Govern espanyol. Tanmateix, el Govern de Catalunya en va mantenir la convocatòria.

## Organització

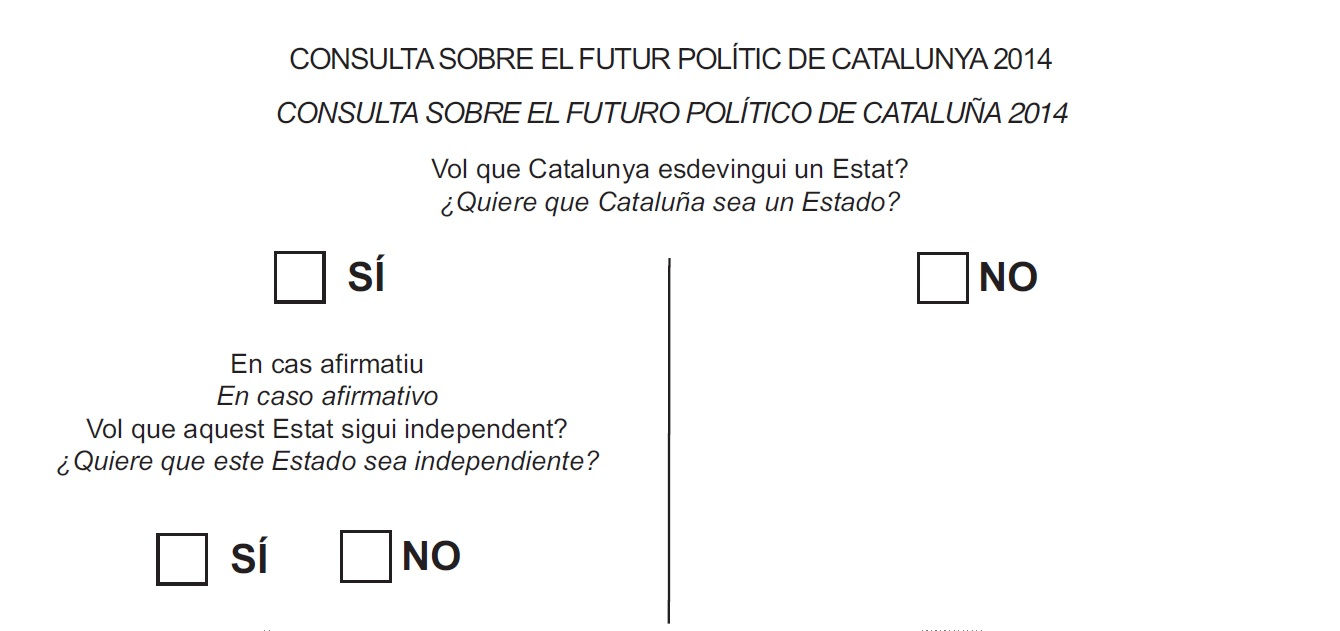
Papereta amb la pregunta de la consulta.

### Data i participants
El dia de la votació fou el 9 de novembre de 2014, entre les 9 i les 20 hores, en el local i la mesa de participació assignada per raó de l'adreça de residència i del primer cognom. La participació fou personal i intransferible. Per poder participar calia inscriure's en el Registre de participants. La inscripció s'hi feia efectiva moments abans de participar, signant en la llista numerada de participants, on calia indicar el nom i cognoms i el número del DNI o NIE.
Foren cridats a participar:
- Els catalans i les catalanes majors de 16 anys el dia 9 de novembre de 2014, residents a Catalunya o a l'exterior.
- Les persones majors de 16 anys el dia 9 de novembre de 2014, nacionals d'estats de la Unió Europea i d'altres estats part de l'Acord sobre l'Estat Econòmic Europeu i Suïssa, residents a Catalunya.
- Les persones majors de 16 anys el dia 9 de novembre de 2014, nacionals de tercers Estats, residents a Catalunya.

Els catalans i les catalanes amb residència o que es trobaven temporalment a l'estranger, podien participar el dia 9 de novembre, entre les 9 i les 20 hores (hora local), en els punts de participació habilitats a l'exterior. Això és: delegacions de la Generalitat a l'exterior i a les seus de l'Agència per la Competitivitat de l'Empresa situades a l'estranger.
Entre el 10 i el 25 de novembre de 2014, s'habilità la votació a les delegacions territorials del Govern de Catalunya per a les persones que acreditin una causa major.

### Marc legal
El marc legal en el qual s'emparà la consulta fou l'Estatut d'Autonomia de Catalunya de 2006 i la Llei de consultes populars no referendàries i d'altres formes de participació ciutadana de 26 de setembre de 2014.

### Sistema de garanties i supervisió de la consulta
El sistema de garanties estava integrat pel Consell General de Participació, que és l'òrgan que tenia com a funció principal supervisar el procés i garantir-ne la transparència, i per les meses de participació.
D'altra banda, una comissió d'observadors internacionals analitzà el funcionament de la votació i comprovà que la consulta es realitzava d'acord amb els estàndards democràtics. Aquesta comissió fou encapçalada per Ian Duncan, diputat al Parlament Europeu.

### La pregunta
La consulta es basà en una pregunta amb dos apartats: «Vol que Catalunya esdevingui un Estat?» i «En cas afirmatiu, vol que aquest Estat sigui independent?».

### Difusió institucional
La difusió institucional començà el 15 d'octubre de 2014 mitjançant l'emissió de l'anunci informatiu «Tu hi participes, tu decideixes» en diferents mitjans audiovisuals. El 25 d'octubre la difusió institucional se centrà a informar a la ciutadania sobre qui i com es pot participar.

### Campanya

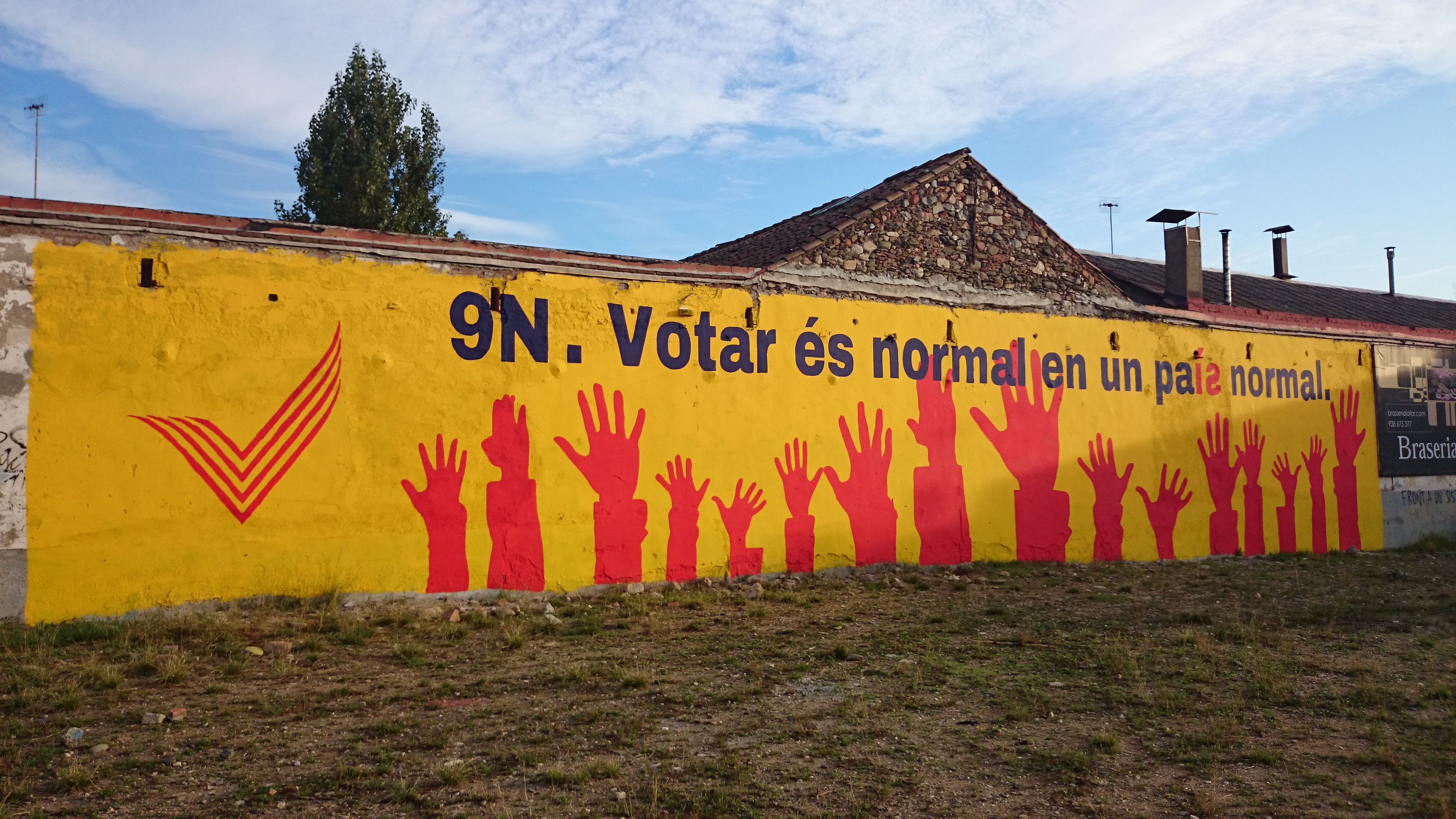
Mural partidari de la consulta i la independència a Sant Celoni.

El període de deliberació participativa per tal de fomentar el debat i l'expressió de la pluralitat d'opcions existents tingué lloc entre el 30 d'octubre i el 8 de novembre, durant el qual les entitats i els partits podien fer campanya en els equipaments cívics i culturals.
Les organitzacions que participaren en la campanya a favor de la independència foren l'Assemblea Nacional Catalana i Òmnium Cultural, que juntament amb l'Associació de Municipis per la Independència, formaren la plataforma Ara és l'hora. Els partits polítics CDC, ERC, CUP i SI també realitzaren campanyes a favor de la independència. La resta de partits polítics apostaren per la llibertat de vot (UDC, ICV i EUiA) o bé es mostraren en contra de la independència (PSC-PSOE, PPC i C's).

## Estudis i enquestes
En la metodologia emprada per a l'extrapolació del vot decidit només es té en compte els vots a favor i els vots en contra. La resta d'opcions de les enquestes (vots en blanc, vots nuls, abstenció, etc.) no es tenen en compte.
|            |               | Vol que Catalunya esdevingui un Estat? | Vol que Catalunya esdevingui un Estat? | Vol que Catalunya esdevingui un Estat? | Vol que Catalunya esdevingui un Estat? | En cas afirmatiu, vol que aquest Estat sigui independent? | En cas afirmatiu, vol que aquest Estat sigui independent? | En cas afirmatiu, vol que aquest Estat sigui independent? | En cas afirmatiu, vol que aquest Estat sigui independent? |        | Extrapolació vot decidit | Extrapolació vot decidit |
| Data       | Mitjà         | A favor (%)                            | En contra (%)                          | Abstenció (%)                          | Ns/Nc (%)                              | A favor (%)                                               | En contra (%)                                             | Abstenció (%)                                             | Ns/Nc (%)                                                 | Ref.   | Independència Sí (%)     | Independència No (%)     |
| ---------- | ------------- | -------------------------------------- | -------------------------------------- | -------------------------------------- | -------------------------------------- | --------------------------------------------------------- | --------------------------------------------------------- | --------------------------------------------------------- | --------------------------------------------------------- | ------ | ------------------------ | ------------------------ |
| 2013/12/14 | El Periódico  | 52,3                                   | 30,4                                   | 17,3                                   | -                                      | 84,3                                                      | 11,1                                                      | 4,6                                                       | -                                                         | [ 43 ] | 54,4                     | 44,7                     |
| 2013/12/14 | El Mundo      | 43,0                                   | 39,1                                   | 9,0                                    | 8,9                                    | 81,9                                                      | 15,8                                                      | -                                                         | 2,3                                                       | [ 44 ] | 43,4                     | 56,6                     |
| 2013/12/15 | La Razón      | 48,2                                   | 32,2                                   | 10,7                                   | 9,0                                    | 83,0                                                      | 13,9                                                      | -                                                         | 3,1                                                       | [ 45 ] | 50,8                     | 49,4                     |
| 2013/12/21 | La Vanguardia | 56,0                                   | 36,6                                   | -                                      | 7,4                                    | 80,0                                                      | 15,0                                                      | -                                                         | 4,9                                                       | [ 46 ] | 49,9                     | 50,1                     |
| 2014/02/06 | 8tv           | 48,1                                   | 24,4                                   | -                                      | 27,5                                   | 84,7                                                      | 8,0                                                       | -                                                         | 7,3                                                       | [ 47 ] | 59,1                     | 40,1                     |
| 2014/03/09 | El Periódico  | 53,4                                   | 31,9                                   | -                                      | 14,8                                   | 86,4                                                      | 8,3                                                       | -                                                         | 5,4                                                       | [ 48 ] | 56,1                     | 44,1                     |
| 2014/04/30 | CEO           | 56                                     | 19,3                                   | 11                                     | 11,2                                   | 81,8                                                      | 14,9                                                      | 0,8                                                       | 2,5                                                       | [ 49 ] | 62,9                     | 37,2                     |
| 2014/05/12 | La Vanguardia | 53,3                                   | 35,7                                   | -                                      | -                                      | 81,5                                                      | 14,7                                                      | -                                                         | 3,8                                                       | [ 50 ] |                          |                          |
| 2014/06/25 | El Periódico  | 53,9                                   | 31,9                                   | 4,4                                    | 9,8                                    | 86,7                                                      | 7,4                                                       | -                                                         | 5,8                                                       | [ 51 ] | 56,5                     | 43,4                     |
| 2014/07/19 | El País       | 53,0                                   | 35,0                                   | -                                      | 12,0                                   | 84,9                                                      | 15,1                                                      | -                                                         | -                                                         | [ 52 ] | 51,1                     | 48,9                     |
| 2014/08/08 | La Razón      | 49,3                                   | 35,9                                   | -                                      | 14,8                                   | 80,5                                                      | 15,9                                                      | -                                                         | 3,6                                                       | [ 53 ] | 47,6                     | 52,4                     |
| 2014/08/08 | El Mundo      | 41,3                                   | 39,5                                   | -                                      | 19,2                                   | 82,3                                                      | 17,7                                                      | -                                                         | -                                                         | [ 54 ] | 42,1                     | 57,9                     |
| 2014/10/30 | 8tv           | 46,2                                   | 38,0                                   | -                                      | 15,8                                   | 100,0                                                     | 0,0                                                       | -                                                         | -                                                         | [ 55 ] | 54,9                     | 45,1                     |
| 2014/10/31 | CEO           | 74,2                                   | 19,7                                   | 6,9                                    | 9,3                                    | 76,9                                                      | 19,6                                                      | 0,6                                                       | 2,8                                                       | [ 56 ] | 60,2                     | 39,8                     |

## Seguiment de l'esdeveniment

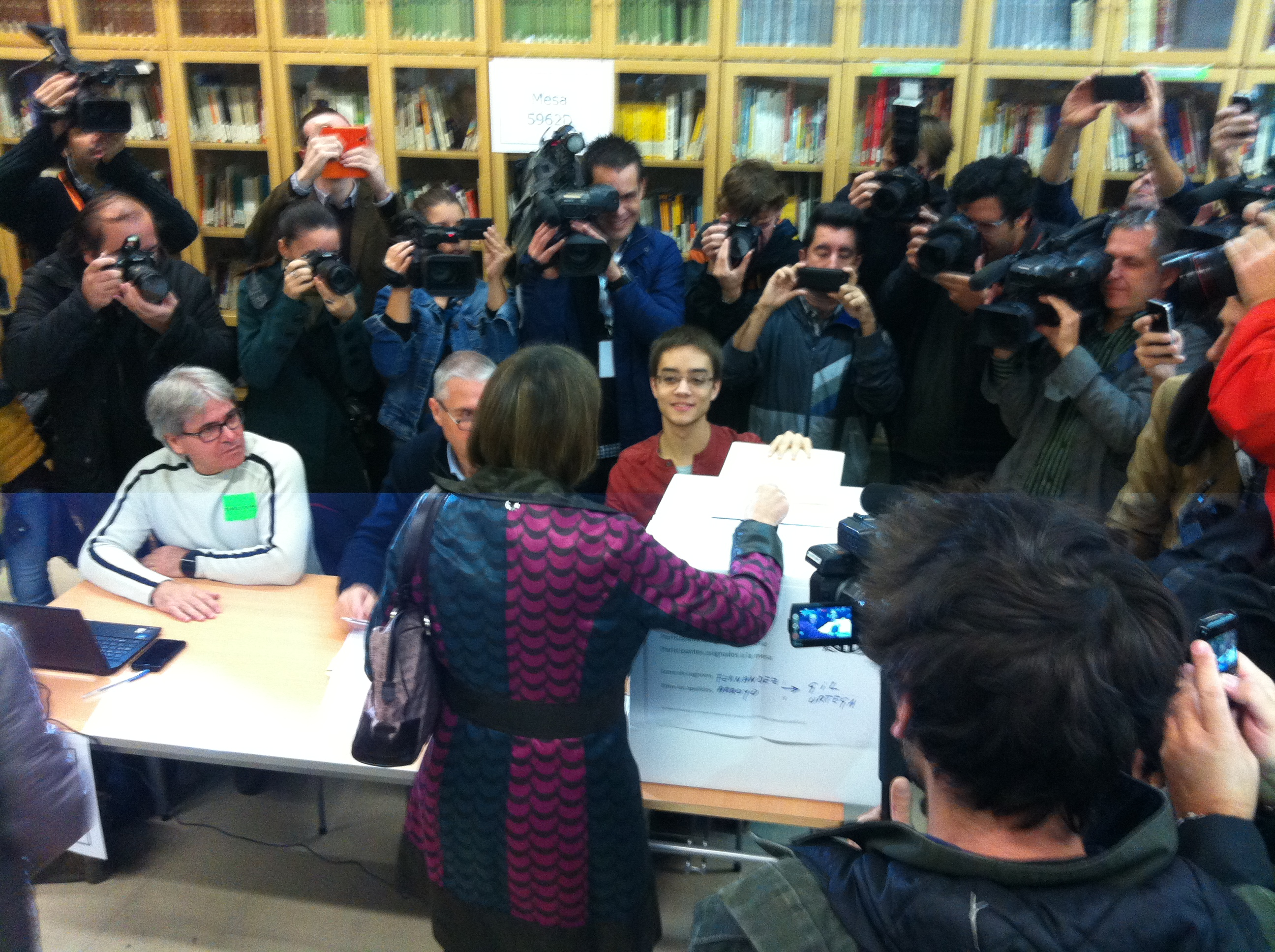
Carme Forcadell votant el 9 de novembre de 2014

Els col·legis, instituts i d'altres locals per a la participació van obrir les portes a les 9 del matí i van tancar a les 20h, sense gairebé cap incident remarcable al llarg de la jornada.

## Resultats
| Vol que Catalunya esdevingui un Estat? Vol que aquest Estat sigui independent? Escrutat al 100% |           |         |
| Opció                                                                                           | Vots      | %       |
| Sí - Sí                                                                                         | 1.897.274 | 80,91%  |
| Sí - No                                                                                         | 234.848   | 10,02%  |
| Sí - En blanc                                                                                   | 22.755    | 0,97%   |
| No                                                                                              | 105.245   | 4,49%   |
| En blanc                                                                                        | 13.201    | 0,56%   |
| Altres                                                                                          | 71.505    | 3,05%   |
| Total                                                                                           | 2.344.828 | 100,00% |

## Conseqüències

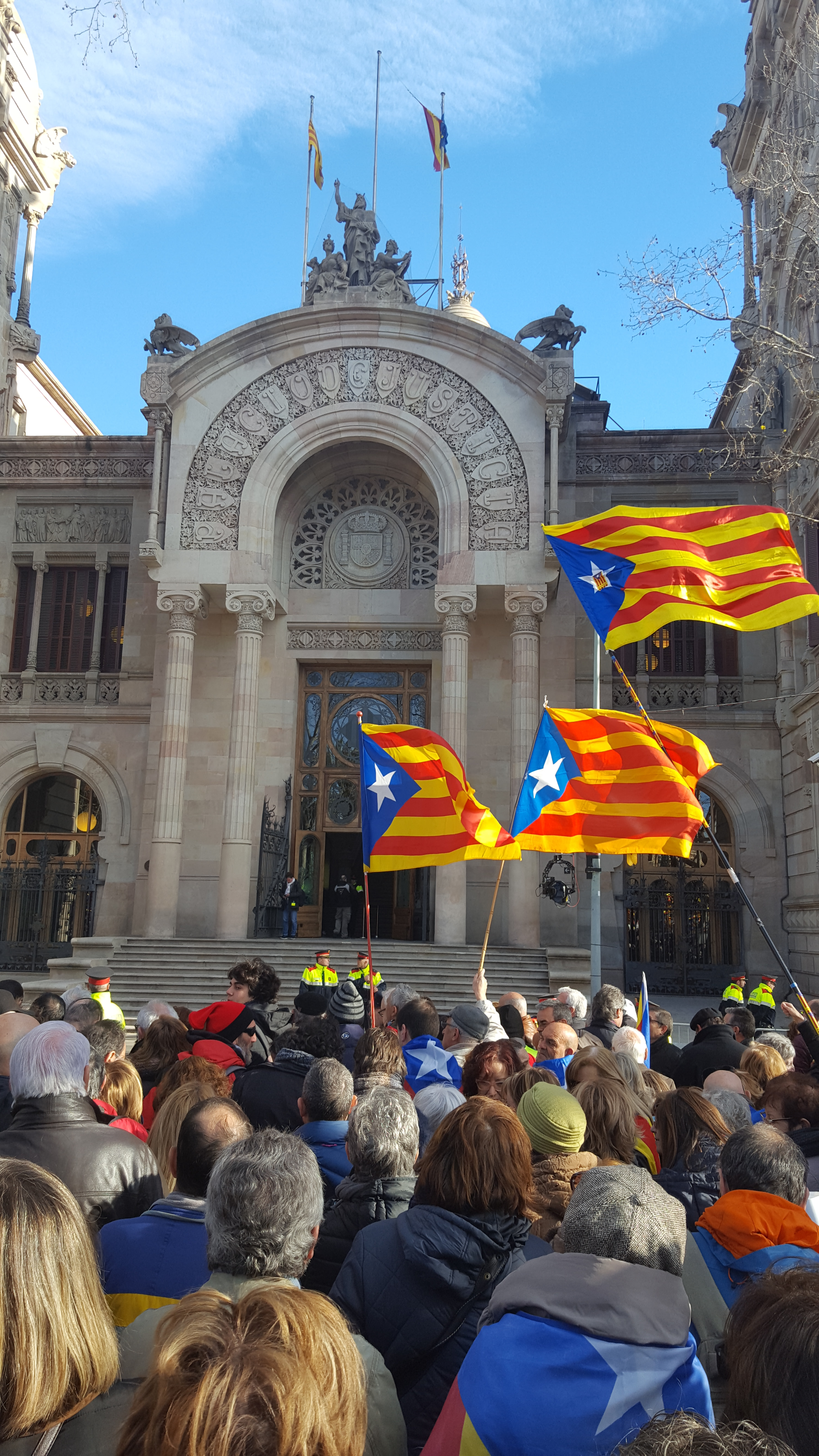
Protestes al davant del TSJC on se celebrava el judici.

El 4 de novembre del 2014, el Tribunal Constitucional va admetre a tràmit el segon recurs de l'Estat contra la consulta, que tal com estava previst se celebrà el 9 de novembre del 2014. Dotze dies després, el fiscal superior de Catalunya, José María Romero de Tejada, per ordre del fiscal general de l'Estat, va presentar una querella contra Mas, Ortega i Rigau per desobediència, prevaricació i malversació. Un mes després, el 22 de desembre del 2014, el jutge del cas, Joan Manel Abril, decideix investigar el 9N i tramitar la querella.
El 13 d'octubre del 2015 Ortega i Rigau van declarar com a investigades, i el 15 del mateix mes ho va fer Mas. El 2 de febrer del 2016 la fiscalia va demanar investigar també a l'exconseller Francesc Homs, que s'assumeix el 19 de maig del 2016. El 28 de juny del 2016 la investigació arriba al final excloent la malversació, però mantenint l'acusació de desobediència i prevaricació.
El 15 de desembre del 2016 el tribunal desestima els escrits de la defensa i el 23 de desembre fixa les dates del judici, que s'allargarà del 6 al 10 de febrer.
En un informe publicat el 15 de febrer del 2023 per part de l'organització de periodistes d'investigació Forbidden Stories, l'empresari israelià Tal Hanan es va atribuir el ciberatac massiu que van patir diferents llocs web vinculats amb la consulta, entre ells els de la Generalitat de Catalunya, i que va arribar a fer perillar el servei d'emergències mèdiques o la recepta electrònica. Hanan havia estat subcomandant de l'exèrcit israelià i era especialista en desinformació. A part de coordinar el ciberatac, del tipus de denegació de servei, a l'informe també s'hi afirmava que s'havia atribuït alhora la filtració de documents amb suposats vincles entre l'independentisme català i Estat Islàmic, i se l'associava també amb Cambridge Analytica. La seva empresa, DemoMan International Ltd., presta serveis a governs, candidats i empreses. Tanmateix, segons els periodistes, no va aclarir mai qui l'havia contractat.